# Índice de facilidad para hacer negocios

Mapa del índice Doing Business del Banco Mundial de "Doing Business 2017".

Mapa del mundo, Índice de la facilidad de hacer negocios, alrededor de septiembre de 2009. En verde las naciones de rango superior, en rojo las naciones de un nivel inferior. Gris representa los países que carecen datos suficientes. Cada color representa un cuartil de la clasificación de las naciones.

El índice de facilidad para hacer negocios (en inglés: ease of doing business index) fue un índice creado en 2004 por el Grupo del Banco Mundial, que dejó de ser publicado a partir de 2021, luego del escándalo que sacó a la luz la manipulación de datos para mejorar o empeorar las posiciones de determinados países.
La clasificación de los más altos índices buscaban indican el mejor, generalmente el más simple en cuanto a las regulaciones para las empresas, y el de mayor protección de los derechos de propiedad. La investigación empírica financiada por el Banco Mundial para justificar su trabajo pretendía mostrar que el efecto de las mejoras de estas normas en el crecimiento económico es fuerte.
El proyecto Doing Business («Hacer Negocios») comenzó en 2004 y aspiraba a ir un paso más allá. Se centraba en las pequeñas y medianas empresas nacionales y analizaba las regulaciones que influyen en sus ciclos de existencia. Doing Business y el modelo de costo estándar desarrollado y aplicado inicialmente por Países Bajos fueron entre 2004 y 2020 las únicas herramientas estandarizadas que analizaban un amplio repertorio de jurisdicciones para cuantificar el impacto de la legislación de los gobiernos en la actividad de las empresas.

## Metodología
El índice se basa en el estudio de las leyes y reglamentos, con la entrada y verificación de más de 8.000 funcionarios gubernamentales, abogados, consultores de negocios, contadores y otros profesionales en 191 economías que habitualmente asesoran o administrar los requisitos legales y reglamentarios.
El índice de facilidad para hacer negocios está destinado a medir las regulaciones que afectan directamente a las empresas y no miden directamente las condiciones generales de más, tales como la proximidad de un país a los grandes mercados, la calidad de la infraestructura, la inflación, o la delincuencia. La clasificación de un país en el índice se basa en el promedio de 10 subíndices:
- Apertura de una empresa: El tiempo de los procedimientos, el costo y capital mínimo para abrir un nuevo negocio
- Manejo de permisos de construcción: Procedimientos de tiempo y costo para construir un almacén
- El empleo de los trabajadores: Índice de dificultad de contratación, la rigidez de las horas de índice, índice de dificultad de despido, rigidez del índice de empleo y costes de despido.
- Registro de propiedades: Tiempo de Procedimientos, y el costo de registro de bienes raíces comerciales.
- Obtención de crédito: La fuerza del índice de derechos legales, la profundidad del índice de información crediticia.
- La protección de los inversores: Los índices sobre el alcance de la divulgación, el grado de responsabilidad de los administradores y la facilidad de los trajes de los accionistas.
- Pago de impuestos: Número de impuestos pagados, horas al año dedicado a preparar declaraciones de impuestos y el impuesto total a pagar como porcentaje del beneficio bruto.
- Comercio transfronterizo: Número de documentos, el costo y el tiempo necesarios para exportar e importar.
- Cumplimiento de contratos: Procedimientos, tiempo y costo para hacer cumplir un contrato de deuda.
- Cierre de una empresa: Índice de la tasa de recuperación que es una función de tiempo, costo y otros factores como la tasa de los préstamos y la probabilidad de que la empresa continúa operando.[7]

Por ejemplo, según el informe Doing Business 2010, Australia ocupó el tercer lugar en el primer subíndice "Apertura de una empresa", solo por detrás de Nueva Zelanda y Canadá. En Australia existen dos procedimientos requeridos para iniciar un negocio que tienen en promedio dos días en completarse. El costo oficial es de 0,8% del ingreso nacional bruto per cápita. No hay requisito de capital mínimo. En cambio, en Guinea-Bissau, que figura entre los peores ocupando el puesto 183 en este mismo subíndice, hay 16 procedimientos requeridos para iniciar un negocio teniendo 213 días para completar. El costo oficial es el 323,0% del ingreso nacional bruto per cápita. Una inversión mínima de capital de 1.006,6% del ingreso nacional bruto per cápita que se requiere.
Aunque los reglamentos menos y más simples a menudo implica una clasificación más alta, esto no siempre es así. La protección de los derechos de los acreedores e inversionistas, así como el establecimiento o mejora de los registros de propiedad y el crédito, puede significar que es necesaria una mayor regulación.

## Investigación y la influencia
Pasar de lo peor de un cuarto de las naciones a lo mejor un cuarto implica un aumento del 2,3 punto porcentual en el crecimiento anual.
Los subcomponentes del índice diferentes en sí mismas sugerencias concretas de mejora. Muchos de ellos pueden ser relativamente fáciles de implementar y polémica (excepto tal vez entre los corruptos funcionarios que pueden beneficiarse de las regulaciones onerosas que requieren sobornos para eludir). Como tal, el índice ha influido en muchas naciones para mejorar sus regulaciones. Varios han dirigido explícitamente a llegar a una posición mínima en el índice, por ejemplo los 25 principales de la lista.[cita requerida] Entre junio de 2008 y mayo de 2009, Doing Business registró 287 reformas en 131 economías, el 20% más que en el año 2009. Los 10 principales reformadores fueron: Ruanda, Kirguistán, Macedonia del Norte, Bielorrusia, Emiratos Árabes Unidos, Moldavia, Colombia, Tayikistán, Egipto y Liberia.
El club de reformas, es un evento anual que reúne a varias personas que son los principales reformadores en la clasificación, y que han sido fundamentales para iniciar y ejecutar la reforma del entorno empresarial. Estos reformadores son reconocidos por su éxito en mejorar la facilidad de hacer negocios en su país.
El índice es algo similar a los informes anuales son los Índices de Libertad Económica y el Índice de Competitividad Global. Ellos, visita muchos más factores que afectan el crecimiento económico, como la inflación y la infraestructura. Estos factores sin embargo puede ser más subjetiva y difusa, ya que muchos se miden a través de encuestas y que pueden ser más difíciles de cambiar rápidamente en comparación con las regulaciones.
Pero gran parte de la investigación carece del rigor de una teoría económica coherente, no declarada ni contiene sesgos ideológicos, y también gran parte de ella se lleva a cabo por personas estrechamente asociadas con el índice y las reformas, por lo que no es lo suficientemente independiente para ser totalmente creíble.

## Clasificación
| Clasificación       | País                            | 2020 | 2019 | 2018 | 2017 | 2016 | 2015 | 2014 | 2013 | 2012 | 2011 | 2010 | 2009 | 2008 | 2007 | 2006 |
| ------------------- | ------------------------------- | ---- | ---- | ---- | ---- | ---- | ---- | ---- | ---- | ---- | ---- | ---- | ---- | ---- | ---- | ---- |
| Muy fácil           | Nueva Zelanda                   | 1    | 1    | 1    | 1    | 2    | 2    | 3    | 3    | 3    | 3    | 2    | 2    | 2    | 2    | 1    |
| Muy fácil           | Singapur                        | 2    | 2    | 2    | 2    | 1    | 1    | 1    | 1    | 1    | 1    | 1    | 1    | 1    | 1    | 2    |
| Muy fácil           | Hong Kong                       | 3    | 4    | 5    | 4    | 5    | 3    | 2    | 2    | 2    | 2    | 3    | 4    | 4    | 5    | 7    |
| Muy fácil           | Dinamarca                       | 4    | 3    | 3    | 3    | 3    | 4    | 5    | 5    | 5    | 6    | 6    | 5    | 5    | 7    | 8    |
| Muy fácil           | Corea del Sur                   | 5    | 5    | 4    | 5    | 4    | 5    | 7    | 8    | 8    | 16   | 19   | 23   | 30   | 23   | 27   |
| Muy fácil           | Estados Unidos                  | 6    | 8    | 6    | 8    | 7    | 7    | 4    | 4    | 4    | 5    | 4    | 3    | 3    | 3    | 3    |
| Muy fácil           | Georgia                         | 7    | 6    | 9    | 16   | 24   | 15   | 8    | 9    | 16   | 12   | 11   | 15   | 18   | 37   | 100  |
| Muy fácil           | Reino Unido                     | 8    | 9    | 7    | 7    | 6    | 8    | 10   | 7    | 7    | 4    | 5    | 6    | 6    | 6    | 9    |
| Muy fácil           | Noruega                         | 9    | 7    | 8    | 6    | 9    | 6    | 9    | 6    | 6    | 8    | 10   | 10   | 11   | 9    | 5    |
| Muy fácil           | Suecia                          | 10   | 12   | 10   | 9    | 8    | 11   | 14   | 13   | 14   | 14   | 18   | 17   | 14   | 13   | 14   |
| Muy fácil           | Lituania                        | 11   | 14   | 16   | 21   | 20   | 24   | 17   | 27   | 27   | 23   | 26   | 28   | 26   | 16   | 15   |
| Muy fácil           | Malasia                         | 12   | 15   | 24   | 23   | 18   | 18   | 6    | 12   | 18   | 21   | 23   | 20   | 24   | 25   | 21   |
| Muy fácil           | Mauricio                        | 13   | 20   | 25   | 49   | 32   | 28   | 20   | 19   | 23   | 20   | 17   | 24   | 27   | 32   | 23   |
| Muy fácil           | Australia                       | 14   | 18   | 14   | 15   | 13   | 10   | 11   | 10   | 15   | 10   | 9    | 9    | 9    | 8    | 6    |
| Muy fácil           | Taiwán                          | 15   | 13   | 15   | 11   | 11   | 19   | 16   | 16   | 25   | 33   | 46   | 61   | 50   | 47   | 35   |
| Muy fácil           | Emiratos Árabes Unidos          | 16   | 11   | 21   | 26   | 31   | 22   | 23   | 26   | 33   | 40   | 33   | 46   | 68   | 77   | 69   |
| Muy fácil           | Macedonia del Norte             | 17   | 10   | 11   | 10   | 12   | 30   | 25   | 23   | 22   | 38   | 32   | 71   | 75   | 92   | 81   |
| Muy fácil           | Estonia                         | 18   | 16   | 12   | 12   | 16   | 17   | 22   | 21   | 24   | 17   | 24   | 22   | 17   | 17   | 16   |
| Muy fácil           | Letonia                         | 19   | 19   | 19   | 14   | 22   | 23   | 24   | 25   | 21   | 24   | 27   | 29   | 22   | 24   | 26   |
| Muy fácil           | Finlandia                       | 20   | 17   | 13   | 13   | 10   | 9    | 12   | 11   | 11   | 13   | 16   | 14   | 13   | 14   | 13   |
| Muy fácil           | Tailandia                       | 21   | 27   | 26   | 46   | 49   | 26   | 18   | 18   | 17   | 19   | 12   | 13   | 15   | 18   | 20   |
| Muy fácil           | Alemania                        | 22   | 24   | 20   | 17   | 15   | 14   | 21   | 20   | 19   | 22   | 25   | 25   | 20   | 21   | 19   |
| Muy fácil           | Canadá                          | 23   | 22   | 18   | 22   | 14   | 16   | 19   | 17   | 13   | 7    | 8    | 8    | 7    | 4    | 4    |
| Muy fácil           | Irlanda                         | 24   | 23   | 17   | 18   | 17   | 13   | 15   | 15   | 10   | 9    | 7    | 7    | 8    | 10   | 11   |
| Muy fácil           | Kazajistán                      | 25   | 28   | 36   | 35   | 41   | 77   | 50   | 49   | 47   | 59   | 63   | 70   | 71   | 63   | 86   |
| Muy fácil           | Islandia                        | 26   | 21   | 23   | 20   | 19   | 12   | 13   | 14   | 9    | 15   | 14   | 11   | 10   | 12   | 12   |
| Muy fácil           | Austria                         | 27   | 26   | 22   | 19   | 21   | 21   | 30   | 29   | 32   | 32   | 28   | 27   | 25   | 30   | 32   |
| Muy fácil           | Rusia                           | 28   | 31   | 35   | 40   | 51   | 62   | 92   | 112  | 120  | 123  | 120  | 120  | 106  | 96   | 79   |
| Muy fácil           | Japón                           | 29   | 39   | 34   | 34   | 34   | 29   | 27   | 24   | 20   | 18   | 15   | 12   | 12   | 11   | 10   |
| Muy fácil           | España                          | 30   | 30   | 28   | 32   | 33   | 33   | 52   | 44   | 44   | 49   | 62   | 49   | 38   | 39   | 30   |
| Muy fácil           | China                           | 31   | 46   | 78   | 78   | 84*  | 90   | 96   | 91   | 91   | 79   | 89   | 83   | 83   | 93   | 91   |
| Muy fácil           | Francia                         | 32   | 32   | 31   | 29   | 27   | 31   | 38   | 34   | 29   | 26   | 31   | 31   | 31   | 35   | 44   |
| Muy fácil           | Turquía                         | 33   | 43   | 60   | 69   | 55   | 55   | 69   | 71   | 71   | 65   | 73   | 59   | 57   | 91   | 93   |
| Muy fácil           | Azerbaiyán                      | 34   | 25   | 57   | 65   | 63   | 80   | 70   | 67   | 66   | 54   | 38   | 33   | 96   | 99   | 98   |
| Muy fácil           | Israel                          | 35   | 49   | 54   | 52   | 53   | 40   | 35   | 38   | 34   | 29   | 29   | 30   | 29   | 26   | 29   |
| Muy fácil           | Suiza                           | 36   | 38   | 33   | 31   | 26   | 20   | 29   | 28   | 26   | 27   | 21   | 21   | 16   | 15   | 17   |
| Muy fácil           | Eslovenia                       | 37   | 40   | 37   | 30   | 29*  | 51   | 33   | 35   | 37   | 42   | 53   | 54   | 55   | 61   | 63   |
| Muy fácil           | Ruanda                          | 38   | 29   | 41   | 56   | 62   | 46   | 32   | 52   | 45   | 58   | 67   | 139  | 150  | 158  | 139  |
| Muy fácil           | Portugal                        | 39   | 34   | 29   | 25   | 23   | 25   | 31   | 30   | 30   | 31   | 48   | 48   | 37   | 40   | 42   |
| Muy fácil           | Polonia                         | 40   | 33   | 27   | 24   | 25   | 32   | 45   | 55   | 62   | 70   | 72   | 76   | 74   | 75   | 54   |
| Muy fácil           | República Checa                 | 41   | 35   | 30   | 27   | 36   | 44   | 75   | 65   | 64   | 63   | 74   | 75   | 56   | 52   | 41   |
| Muy fácil           | Países Bajos                    | 42   | 36   | 32   | 28   | 28   | 27   | 28   | 31   | 31   | 30   | 30   | 26   | 21   | 22   | 24   |
| Muy fácil           | Baréin                          | 43   | 62   | 66   | 63   | 65   | 53   | 46   | 42   | 38   | 28   | 20   | 18   |      |      |      |
| Muy fácil           | Serbia                          | 44   | 48   | 43   | 48   | 59   | 91   | 93   | 86   | 92   | 89   | 88   | 94   | 86   | 68   | 92** |
| Muy fácil           | Eslovaquia                      | 45   | 42   | 39   | 33   | 29*  | 37   | 49   | 46   | 48   | 41   | 42   | 36   | 32   | 36   | 37   |
| Muy fácil           | Bélgica                         | 46   | 45   | 52   | 42   | 43   | 42   | 36   | 33   | 28   | 25   | 22   | 19   | 19   | 20   | 18   |
| Muy fácil           | Armenia                         | 47   | 41   | 47   | 38   | 35   | 45   | 37   | 32   | 55   | 48   | 43   | 44   | 39   | 34   | 46   |
| Muy fácil           | Moldavia                        | 48   | 47   | 44   | 44   | 52   | 63   | 78   | 83   | 81   | 90   | 94   | 103  | 92   | 103  | 83   |
| Muy fácil           | Bielorrusia                     | 49   | 37   | 38   | 37   | 44   | 57   | 63   | 58   | 69   | 68   | 58   | 85   | 110  | 129  | 106  |
| Muy fácil           | Montenegro                      | 50   | 50   | 42   | 51   | 46   | 36   | 44   | 51   | 56   | 66   | 71   | 90   | 81   | 70   | 92** |
| Muy fácil           | Croacia                         | 51   | 58   | 51   | 43   | 40   | 65   | 89   | 84   | 80   | 84   | 103  | 106  | 97   | 124  | 118  |
| Muy fácil           | Hungría                         | 52   | 53   | 48   | 41   | 42   | 54   | 54   | 54   | 51   | 46   | 47   | 41   | 45   | 66   | 52   |
| Muy fácil           | Marruecos                       | 53   | 60   | 69   | 68   | 75   | 71   | 87   | 97   | 94   | 114  | 128  | 128  | 129  | 115  | 102  |
| Muy fácil           | Rumania                         | 54   | 52   | 45   | 36   | 37   | 48   | 73   | 72   | 72   | 56   | 55   | 47   | 48   | 49   | 78   |
| Fácil               | Chipre                          | 55   | 57   | 53   | 45   | 47   | 64   | 39   | 36   | 40   | 37   | 40   |      |      |      |      |
| Fácil               | Kenia                           | 56   | 61   | 80   | 92   | 108  | 136  | 129  | 121  | 109  | 98   | 95   | 82   | 72   | 83   | 68   |
| Fácil               | Kosovo                          | 57   | 44   | 40   | 60   | 66   | 75   | 86   | 98   | 117  | 119  | 113  |      |      |      |      |
| Fácil               | Italia                          | 58   | 51   | 46   | 50   | 45   | 56   | 65   | 73   | 87   | 80   | 78   | 65   | 53   | 82   | 70   |
| Fácil               | Chile                           | 59   | 56   | 55   | 57   | 48   | 41   | 34   | 37   | 39   | 43   | 49   | 40   | 33   | 28   | 25   |
| Fácil               | México                          | 60   | 54   | 49   | 47   | 38*  | 39   | 53   | 48   | 53   | 35   | 51   | 56   | 44   | 43   | 73   |
| Fácil               | Bulgaria                        | 61   | 59   | 50   | 39   | 38*  | 38   | 58   | 66   | 59   | 51   | 44   | 45   | 46   | 54   | 62   |
| Fácil               | Arabia Saudita                  | 62   | 92   | 92   | 94   | 82   | 49   | 26   | 22   | 12   | 11   | 13   | 16   | 23   | 38   | 38   |
| Fácil               | India                           | 63   | 77   | 100  | 130  | 130  | 142  | 134  | 132  | 132  | 134  | 133  | 122  | 120  | 134  | 116  |
| Fácil               | Ucrania                         | 64   | 71   | 76   | 80   | 83   | 96   | 112  | 137  | 152  | 145  | 142  | 145  | 139  | 128  | 124  |
| Fácil               | Puerto Rico                     | 65   | 64   | 64   | 55   | 57   | 47   | 40   | 41   | 43   | 47   | 35   | 35   | 28   | 19   | 22   |
| Fácil               | Brunéi                          | 66   | 55   | 56   | 72   | 84*  | 101  | 59   | 79   | 83   | 112  | 96   | 88   | 78   |      |      |
| Fácil               | Colombia                        | 67   | 65   | 59   | 53   | 54   | 34   | 43   | 45   | 42   | 39   | 37   | 53   | 66   | 79   | 66   |
| Fácil               | Omán                            | 68   | 78   | 71   | 66   | 70   | 66   | 47   | 47   | 49   | 57   | 65   | 57   | 49   | 55   | 51   |
| Fácil               | Uzbekistán                      | 69   | 76   | 74   | 87   | 87   | 141  | 146  | 154  | 166  | 150  | 150  | 138  | 138  | 147  | 138  |
| Fácil               | Vietnam                         | 70   | 69   | 68   | 82   | 90   | 78   | 99   | 99   | 98   | 78   | 93   | 92   | 91   | 104  | 99   |
| Fácil               | Jamaica                         | 71   | 75   | 70   | 67   | 64   | 58   | 94   | 90   | 88   | 81   | 75   | 63   | 63   | 50   | 43   |
| Fácil               | Luxemburgo                      | 72   | 66   | 63   | 59   | 61   | 59   | 60   | 56   | 50   | 45   | 64   | 50   | 42   |      |      |
| Fácil               | Indonesia                       | 73   | 73   | 72   | 91   | 109  | 114  | 120  | 128  | 129  | 121  | 122  | 129  | 123  | 135  | 115  |
| Fácil               | Costa Rica                      | 74   | 67   | 61   | 62   | 58   | 83   | 102  | 110  | 121  | 125  | 121  | 117  | 115  | 105  | 89   |
| Fácil               | Jordania                        | 75   | 104  | 103  | 118  | 113  | 117  | 119  | 106  | 96   | 111  | 100  | 101  | 80   | 78   | 74   |
| Fácil               | Perú                            | 76   | 68   | 58   | 54   | 50   | 35   | 42   | 43   | 41   | 36   | 56   | 62   | 58   | 65   | 71   |
| Fácil               | Catar                           | 77   | 83   | 83   | 83   | 68   | 50   | 48   | 40   | 36   | 50   | 39   | 37   |      |      |      |
| Fácil               | Túnez                           | 78   | 80   | 88   | 77   | 74   | 60   | 51   | 50   | 46   | 55   | 69   | 73   | 88   | 80   | 58   |
| Fácil               | Grecia                          | 79   | 72   | 67   | 61   | 60   | 61   | 72   | 78   | 100  | 109  | 109  | 96   | 100  | 109  | 80   |
| Fácil               | Kirguistán                      | 80   | 70   | 77   | 75   | 67   | 102  | 68   | 70   | 70   | 44   | 41   | 68   | 94   | 90   | 84   |
| Fácil               | Mongolia                        | 81   | 74   | 62   | 64   | 56   | 72   | 76   | 76   | 86   | 73   | 60   | 58   | 52   | 45   | 61   |
| Fácil               | Albania                         | 82   | 63   | 65   | 58   | 97*  | 68   | 90   | 85   | 82   | 82   | 82   | 86   | 136  | 120  | 117  |
| Fácil               | Kuwait                          | 83   | 97   | 96   | 102  | 101* | 86   | 104  | 82   | 67   | 74   | 61   | 52   | 40   | 46   | 47   |
| Fácil               | Sudáfrica                       | 84   | 82   | 82   | 74   | 73   | 43   | 41   | 39   | 35   | 34   | 34   | 32   | 35   | 29   | 28   |
| Fácil               | Zambia                          | 85   | 87   | 85   | 98   | 97*  | 111  | 83   | 94   | 84   | 76   | 90   | 100  | 116  | 102  | 67   |
| Fácil               | Panamá                          | 86   | 79   | 79   | 70   | 69   | 52   | 55   | 61   | 61   | 72   | 77   | 81   | 65   | 81   | 57   |
| Fácil               | Botsuana                        | 87   | 86   | 81   | 71   | 72   | 74   | 56   | 59   | 54   | 52   | 45   | 38   | 51   | 48   | 40   |
| Fácil               | Malta                           | 88   | 84   | 84   | 76   | 80   | 94   | 103  | 102  |      |      |      |      |      |      |      |
| Fácil               | Bután                           | 89   | 81   | 75   | 73   | 71   | 125  | 141  | 148  | 142  | 142  | 126  | 124  | 119  | 138  | 104  |
| Fácil               | Bosnia y Herzegovina            | 90   | 89   | 86   | 81   | 79   | 107  | 131  | 126  | 125  | 110  | 116  | 119  | 105  | 95   | 87   |
| Fácil               | El Salvador                     | 91   | 85   | 73   | 95   | 86   | 109  | 118  | 113  | 112  | 86   | 84   | 72   | 69   | 71   | 76   |
| Fácil               | San Marino                      | 92   | 88   | 93   | 79   | 76   | 93   | 81   |      |      |      |      |      |      |      |      |
| Fácil               | Santa Lucía                     | 93   | 93   | 91   | 86   | 77   | 100  | 64   | 53   | 52   | 53   | 36   | 34   | 34   | 27   |      |
| Fácil               | Nepal                           | 94   | 110  | 105  | 107  | 99   | 108  | 105  | 108  | 107  | 116  | 123  | 121  | 111  | 100  | 55   |
| Fácil               | Filipinas                       | 95   | 124  | 113  | 99   | 103  | 95   | 108  | 138  | 136  | 148  | 144  | 140  | 133  | 126  | 113  |
| Fácil               | Guatemala                       | 96   | 98   | 97   | 88   | 81   | 73   | 79   | 93   | 97   | 101  | 110  | 112  | 114  | 118  | 109  |
| Fácil               | Togo                            | 97   | 137  | 156  | 154  | 150  | 149  | 157  | 156  | 162  | 160  | 165  | 163  | 156  | 151  | 149  |
| Medio               | Samoa                           | 98   | 90   | 87   | 89   | 96   | 67   | 61   | 57   | 60   | 61   | 57   | 64   | 61   | 41   | 39   |
| Medio               | Sri Lanka                       | 99   | 100  | 111  | 110  | 107  | 99   | 85   | 81   | 89   | 102  | 105  | 102  | 101  | 89   | 75   |
| Medio               | Seychelles                      | 100  | 96   | 95   | 93   | 95   | 85   | 80   | 74   | 103  | 95   | 111  | 104  | 90   | 84   |      |
| Medio               | Uruguay                         | 101  | 95   | 94   | 90   | 92   | 82   | 88   | 89   | 90   | 124  | 114  | 109  | 98   | 64   | 85   |
| Medio               | Fiyi                            | 102  | 101  | 101  | 97   | 88*  | 81   | 62   | 60   | 77   | 62   | 54   | 39   | 36   | 31   | 34   |
| Medio               | Tonga                           | 103  | 91   | 89   | 85   | 78   | 69   | 57   | 62   | 58   | 71   | 52   | 43   | 47   | 51   | 36   |
| Medio               | Namibia                         | 104  | 107  | 106  | 109  | 101* | 88   | 98   | 87   | 78   | 69   | 66   | 51   | 43   | 42   | 33   |
| Medio               | Trinidad y Tobago               | 105  | 105  | 102  | 96   | 88*  | 79   | 66   | 69   | 68   | 97   | 81   | 80   | 67   | 59   |      |
| Medio               | Tayikistán                      | 106  | 126  | 123  | 128  | 132  | 166  | 143  | 141  | 147  | 139  | 152  | 159  | 153  | 133  |      |
| Medio               | Vanuatu                         | 107  | 94   | 90   | 84   | 94   | 76   | 74   | 80   | 76   | 60   | 59   | 60   | 62   | 58   | 49   |
| Medio               | Pakistán                        | 108  | 136  | 147  | 144  | 138  | 128* | 110  | 107  | 105  | 83   | 85   | 77   | 76   | 74   | 60   |
| Medio               | Malaui                          | 109  | 111  | 110  | 133  | 141  | 164  | 171  | 157  | 145  | 133  | 132  | 134  | 127  | 110  | 96   |
| Medio               | Costa de Marfil                 | 110  | 122  | 139  | 142  | 142  | 147  | 167  | 177  | 167  | 169  | 168  | 161  | 155  | 141  | 145  |
| Medio               | Dominica                        | 111  | 103  | 98   | 101  | 91   | 97*  | 77   | 68   | 65   | 88   | 83   | 74   | 77   | 72   |      |
| Medio               | Yibuti                          | 112  | 99   | 154  | 171  | 171  | 155  | 160  | 171  | 170  | 158  | 163  | 153  | 146  | 161  |      |
| Medio               | Antigua y Barbuda               | 113  | 112  | 107  | 113  | 104  | 89   | 71   | 63   | 57   | 64   | 50   | 42   | 41   | 33   |      |
| Medio               | Egipto                          | 114  | 120  | 128  | 122  | 131  | 112  | 128  | 109  | 110  | 94   | 106  | 114  | 126  | 165  | 141  |
| Medio               | República Dominicana            | 115  | 102  | 99   | 103  | 93   | 84   | 117  | 116  | 108  | 91   | 86   | 97   | 99   | 117  | 103  |
| Medio               | Uganda                          | 116  | 127  | 122  | 115  | 122  | 150  | 132  | 120  | 123  | 122  | 112  | 111  | 118  | 107  | 72   |
| Medio               | Palestina                       | 117  | 116  | 114  | 140  | 129  | 143  | 138  | 135  | 131  | 135  | 139  | 131  | 117  | 127  | 125  |
| Medio               | Ghana                           | 118  | 114  | 120  | 108  | 114* | 70   | 67   | 64   | 63   | 67   | 92   | 87   | 87   | 94   | 82   |
| Medio               | Bahamas                         | 119  | 118  | 119  | 121  | 106  | 97*  | 84   | 77   | 85   | 77   | 68   | 55   |      |      |      |
| Medio               | Papúa Nueva Guinea              | 120  | 108  | 109  | 119  | 145  | 133  | 113  | 104  | 101  | 103  | 102  | 95   | 84   | 57   | 64   |
| Medio               | Suazilandia                     | 121  | 117  | 112  | 111  | 105  | 110  | 123  | 123  | 124  | 118  | 115  | 108  | 95   | 76   |      |
| Medio               | Lesoto                          | 122  | 106  | 104  | 100  | 114* | 128* | 136  | 136  | 143  | 138  | 130  | 123  | 124  | 114  | 97   |
| Medio               | Senegal                         | 123  | 141  | 140  | 147  | 153  | 161  | 178  | 166  | 154  | 152  | 157  | 149  | 162  | 146  | 132  |
| Medio               | Brasil                          | 128  | 109  | 125  | 123  | 116  | 120  | 116  | 130  | 126  | 127  | 129  | 125  | 122  | 121  | 119  |
| Medio               | Paraguay                        | 120  | 113  | 108  | 106  | 100  | 92   | 109  | 103  | 102  | 106  | 124  | 115  | 103  | 112  | 88   |
| Medio               | Argentina                       | 127  | 119  | 117  | 116  | 121  | 124  | 126  | 124  | 113  | 115  | 118  | 113  | 109  | 101  | 77   |
| Medio               | Irán                            | 127  | 128  | 124  | 120  | 118  | 130  | 152  | 145  | 144  | 129  | 137  | 142  | 135  | 119  | 108  |
| Medio               | Barbados                        | 128  | 129  | 132  | 117  | 119  | 106  | 91   | 88   |      |      |      |      |      |      |      |
| Medio               | Ecuador                         | 129  | 123  | 118  | 114  | 117  | 115  | 135  | 139  | 130  | 130  | 138  | 136  | 128  | 123  | 107  |
| Medio               | San Vicente y las Granadinas    | 130  | 130  | 129  | 125  | 111  | 103  | 82   | 75   | 75   | 75   | 70   | 66   | 54   | 85   |      |
| Medio               | Nigeria                         | 131  | 146  | 145  | 169  | 169  | 170  | 147  | 131  | 133  | 137  | 125  | 118  | 108  | 108  | 94   |
| Medio               | Níger                           | 132  | 143  | 144  | 150  | 160  | 168  | 176  | 176  | 173  | 173  | 174  | 172  | 169  | 160  | 150  |
| Medio               | Honduras                        | 133  | 121  | 115  | 105  | 110  | 104* | 127  | 125  | 128  | 131  | 141  | 133  | 121  | 111  | 112  |
| Medio               | Guyana                          | 134  | 134  | 126  | 124  | 137  | 123  | 115  | 114  | 114  | 100  | 101  | 105  | 104  | 136  | 105  |
| Medio               | Belice                          | 135  | 125  | 121  | 112  | 120  | 118  | 106  | 105  | 93   | 99   | 80   | 78   | 59   | 56   |      |
| Medio               | Islas Salomón                   | 136  | 115  | 116  | 104  | 112  | 87   | 97   | 92   | 74   | 96   | 104  | 89   | 79   | 69   | 53   |
| Medio               | Cabo Verde                      | 137  | 131  | 127  | 129  | 126  | 122  | 121  | 122  | 119  | 132  | 146  | 143  | 132  | 125  |      |
| Medio               | Mozambique                      | 138  | 135  | 138  | 137  | 133  | 127  | 139  | 146  | 139  | 126  | 135  | 141  | 134  | 140  | 110  |
| Medio               | San Cristóbal y Nieves          | 139  | 140  | 134  | 134  | 124  | 121  | 101  | 96   | 95   | 87   | 76   | 67   | 64   | 44   |      |
| Medio               | Zimbabue                        | 140  | 155  | 159  | 161  | 155  | 171  | 170  | 173  | 171  | 157  | 159  | 158  | 152  | 153  | 126  |
| Medio               | Tanzania                        | 141  | 144  | 137  | 132  | 139  | 131  | 145  | 134  | 127  | 128  | 131  | 127  | 130  | 142  | 140  |
| Medio               | Nicaragua                       | 142  | 132  | 131  | 127  | 125  | 119  | 124  | 119  | 118  | 117  | 117  | 107  | 93   | 67   | 59   |
| Medio               | Líbano                          | 143  | 142  | 133  | 126  | 123  | 104* | 111  | 115  | 104  | 113  | 108  | 99   | 85   | 86   | 95   |
| Medio               | Camboya                         | 144  | 138  | 135  | 131  | 127  | 135  | 137  | 133  | 138  | 147  | 145  | 135  | 145  | 143  | 133  |
| Medio               | Palaos                          | 145  | 133  | 130  | 136  | 136  | 113  | 100  | 111  | 116  | 120  | 97   | 91   | 82   | 62   |      |
| Medio               | Granada                         | 146  | 147  | 142  | 138  | 135  | 126  | 107  | 100  | 73   | 92   | 91   | 84   | 70   | 73   |      |
| Medio               | Maldivas                        | 147  | 139  | 136  | 135  | 128  | 116  | 95   | 95   | 79   | 85   | 87   | 69   | 60   | 53   | 31   |
| Debajo del promedio | Mali                            | 148  | 145  | 143  | 141  | 143* | 146  | 155  | 151  | 146  | 153  | 156  | 166  | 158  | 155  | 146  |
| Debajo del promedio | Benín                           | 149  | 153  | 151  | 155  | 158  | 151  | 174  | 175  | 175  | 170  | 172  | 169  | 151  | 137  | 129  |
| Debajo del promedio | Bolivia                         | 150  | 156  | 152  | 149  | 157  | 157  | 162  | 155  | 153  | 149  | 161  | 150  | 140  | 131  | 111  |
| Debajo del promedio | Burkina Faso                    | 151  | 151  | 148  | 146  | 143* | 167  | 154  | 153  | 150  | 151  | 147  | 148  | 161  | 163  | 154  |
| Debajo del promedio | Mauritania                      | 152  | 148  | 150  | 160  | 168  | 176  | 173  | 167  | 159  | 165  | 166  | 160  | 157  | 148  | 127  |
| Debajo del promedio | Islas Marshall                  | 153  | 150  | 149  | 143  | 140  | 139  | 114  | 101  | 106  | 108  | 98   | 93   | 89   | 87   | 48   |
| Debajo del promedio | Laos                            | 154  | 154  | 141  | 139  | 134  | 148  | 159  | 163  | 165  | 171  | 167  | 165  | 164  | 159  | 147  |
| Debajo del promedio | Gambia                          | 155  | 149  | 146  | 145  | 151  | 138  | 150  | 147  | 149  | 146  | 140  | 130  | 131  | 113  |      |
| Debajo del promedio | Guinea                          | 156  | 152  | 153  | 163  | 165  | 169  | 175  | 178  | 179  | 179  | 173  | 171  | 166  | 157  | 144  |
| Debajo del promedio | Argelia                         | 157  | 157  | 166  | 156  | 163  | 154  | 153  | 152  | 148  | 136  | 136  | 132  | 125  | 116  | 128  |
| Debajo del promedio | Estados Federados de Micronesia | 158  | 160  | 155  | 151  | 148  | 145  | 156  | 150  | 140  | 141  | 127  | 126  | 112  | 106  | 56   |
| Debajo del promedio | Etiopía                         | 159  | 159  | 161  | 159  | 146  | 132  | 125  | 127  | 111  | 104  | 107  | 116  | 102  | 97   | 101  |
| Debajo del promedio | Comoras                         | 160  | 164  | 158  | 153  | 154  | 159  | 158  | 158  | 157  | 159  | 162  | 155  | 146  | 144  |      |
| Debajo del promedio | Madagascar                      | 161  | 161  | 162  | 167  | 164  | 163  | 148  | 142  | 137  | 140  | 134  | 144  | 149  | 149  | 131  |
| Debajo del promedio | Surinam                         | 162  | 165  | 165  | 158  | 156  | 162  | 161  | 164  | 158  | 161  | 155  | 146  | 142  | 122  |      |
| Debajo del promedio | Sierra Leona                    | 163  | 163  | 160  | 148  | 147  | 140  | 142  | 140  | 141  | 143  | 148  | 156  | 160  | 168  | 136  |
| Debajo del promedio | Kiribati                        | 164  | 158  | 157  | 152  | 149  | 134  | 122  | 117  | 115  | 93   | 79   | 79   | 73   | 60   | 45   |
| Debajo del promedio | Birmania                        | 165  | 172  | 171  | 170  | 167  | 177  | 182  |      |      |      |      |      |      |      |      |
| Debajo del promedio | Burundi                         | 166  | 168  | 164  | 157  | 152  | 152  | 140  | 159  | 169  | 181  | 176  | 177  | 174  | 166  | 143  |
| Debajo del promedio | Camerún                         | 167  | 166  | 163  | 166  | 172  | 158  | 168  | 161  | 161  | 168  | 171  | 164  | 154  | 152  | 130  |
| Debajo del promedio | Bangladés                       | 168  | 176  | 177  | 176  | 174  | 173  | 130  | 129  | 122  | 107  | 119  | 110  | 107  | 88   | 65   |
| Debajo del promedio | Gabón                           | 169  | 169  | 167  | 164  | 162  | 144  | 163  | 170  | 156  | 156  | 158  | 151  | 144  | 132  |      |
| Debajo del promedio | Santo Tomé y Príncipe           | 170  | 170  | 169  | 162  | 166  | 153  | 169  | 160  | 163  | 178  | 180  | 176  | 163  | 169  | 123  |
| Debajo del promedio | Sudán                           | 171  | 162  | 170  | 168  | 159  | 160  | 149  | 143  | 135  | 154  | 154  | 147  | 143  | 154  | 151  |
| Debajo del promedio | Irak                            | 172  | 171  | 168  | 165  | 161  | 156  | 151  | 165  | 164  | 166  | 153  | 152  | 141  | 145  | 114  |
| Debajo del promedio | Afganistán                      | 173  | 167  | 183  | 183  | 177  | 183  | 164  | 168  | 160  | 167  | 160  | 162  | 159  | 162  | 122  |
| Debajo del promedio | Guinea-Bisáu                    | 174  | 175  | 176  | 172  | 178  | 179  | 180  | 179  | 176  | 176  | 181  | 179  | 176  | 173  |      |
| Debajo del promedio | Liberia                         | 175  | 174  | 172  | 174  | 179  | 174  | 144  | 149  | 151  | 155  | 149  | 157  | 170  |      |      |
| Debajo del promedio | Siria                           | 176  | 179  | 174  | 173  | 175  | 175  | 165  | 144  | 134  | 144  | 143  | 137  | 137  | 130  | 121  |
| Debajo del promedio | Angola                          | 177  | 173  | 175  | 182  | 181  | 181  | 179  | 172  | 172  | 163  | 169  | 168  | 167  | 156  | 135  |
| Debajo del promedio | Guinea Ecuatorial               | 178  | 177  | 173  | 178  | 180  | 165  | 166  | 162  | 155  | 164  | 170  | 165  | 165  | 150  |      |
| Debajo del promedio | Haití                           | 179  | 182  | 181  | 181  | 182  | 180  | 177  | 174  | 174  | 162  | 151  | 154  | 148  | 139  | 134  |
| Debajo del promedio | República del Congo             | 180  | 180  | 179  | 177  | 176  | 178  | 185  | 183  | 181  | 177  | 179  | 178  | 175  | 171  | 148  |
| Debajo del promedio | Timor Oriental                  | 181  | 178  | 178  | 175  | 173  | 172  | 172  | 169  | 168  | 174  | 164  | 170  | 168  | 174  | 142  |
| Debajo del promedio | Chad                            | 182  | 181  | 180  | 180  | 183  | 185  | 189  | 184  | 183  | 183  | 178  | 175  | 173  | 172  | 152  |
| Debajo del promedio | República Democrática del Congo | 183  | 184  | 182  | 184  | 184  | 184  | 183  | 181  | 178  | 175  | 182  | 181  | 178  | 175  | 155  |
| Debajo del promedio | República Centroafricana        | 184  | 183  | 184  | 185  | 185  | 187  | 188  | 185  | 182  | 182  | 183  | 180  | 177  | 167  | 153  |
| Debajo del promedio | Sudán del Sur                   | 185  | 185  | 187  | 186  | 187  | 186  | 186  |      |      |      |      |      |      |      |      |
| Debajo del promedio | Libia                           | 186  | 186  | 185  | 188  | 188  | 188  | 187  |      |      |      |      |      |      |      |      |
| Debajo del promedio | Yemen                           | 187  | 187  | 186  | 179  | 170  | 137  | 133  | 118  | 99   | 105  | 99   | 98   | 113  | 98   | 90   |
| Debajo del promedio | Venezuela                       | 188  | 188  | 188  | 187  | 186  | 182  | 181  | 180  | 177  | 172  | 177  | 174  | 172  | 164  | 120  |
| Debajo del promedio | Eritrea                         | 189  | 189  | 189  | 189  | 189  | 189  | 184  | 182  | 180  | 180  | 175  | 173  | 171  | 170  | 137  |
| Debajo del promedio | Somalia                         | 190  | 190  | 190  | 190  |      |      |      |      |      |      |      |      |      |      |      |